# Pseudacris ornata
Pseudacris ornata es una especie de anfibio anuro distribuido por los Estados Unidos.  Se encuentra más comúnmente en el sur de la planicie costera. Estas ranas son nocturnas y rara vez se han visto durante la temporada de apareamiento. Viven en los bosques de pino de hoja larga y sabanas con pinos.